# William Wyndham Grenville
William Wyndham Grenville, 1. baron Grenville (25. říjen 1759 – 12. leden 1834) byl britský státník, člen strany Whigů a premiér. Pocházel ze šlechtické rodiny Grenvillů, jako jediný v britské historii byl během své kariéry předsedou Dolní i Horní sněmovny. Deset let byl ministrem zahraničí (1791–1801), později předsedou vlády (1806–1807).

## Životopis
William Grenville byl synem britského premiéra George Grenvilla, člena strany Whigů, a jeho manželky Elizabeth Wyndhamové, dcery britského státníka Williama Wyndhama, člena strany Toryů. Studoval v Etonu, Christ Church v Oxfordu a nakonec na Lincoln's Inn. Poslancem Dolní sněmovny se stal roku 1782.
Grenville se brzy stal přítelem a spojencem premiéra a svého bratrance Williama Pitta mladšího a od roku 1784 se stal členem jeho vlády jako pokladník armády. Roku 1789 působil krátce jako mluvčí dolní komory parlamentu a poté se stal ministrem vnitra. Následující rok byl jmenován baronem z Grenville a stal se vůdcem Sněmovny lordů.
Roku 1791 nahradil ve funkci ministra zahraničí Francise Osborna. Doba jeho působení v této funkci byla poznamenána francouzskými revolučními válkami. Grenville byl vůdcem skupiny, která prosazovala válku na kontinentu jako klíčovou podmínku vítězství, na rozdíl od frakce vedené Henrym Dundasem, která doporučovala zaměřit se na boj v koloniích. Grenville opustil úřad roku 1801 spolu s Pittem na protest proti stavu otázky emancipace katolíků.
V letech strávených v opozici se stal spojencem Charlese Jamese Foxe, a když se Pitt vrátil roku 1804 do úřadu premiéra Grenville se k němu nepřipojil. Po Pittově smrti roku 1806 se Grenville stal předsedou koaliční vlády vytvořené jeho spojenci, příznivci Foxe a spojenci bývalého premiéra Henryho Addingtona. Grenville zastával i funkci ministra financí, zatímco Fox přijal úřad ministra zahraničí. Tato vláda nebyl příliš úspěšná, protože se ji nezdařilo uzavřít mír s Francií ani vyřešit otázku emancipace katolíků. Jejím největším úspěchem tak byl zákaz obchodu s otroky platící od roku 1807.
Po pádu vlády v březnu 1807 se Grenville připojil k opozici a stal se spojencem Charlese Greye a whigů, kteří kritizovali španělskou válku za nezávislost. V poválečném období se Grenvile připojil na stranu Toryů, ale do žádné vlády již nevstoupil.
Jeho politickou kariéru ukončila roku 1823 mrtvice. Od roku 1810 až do své smrti roku 1834 zastával také funkci rektora Oxfordské univerzity.